# Хомине (Куп'янський район)
Хо́мине — село в Україні, у Куп'янському районі Харківської області. Входить до складу Курилівської сільської громади. Населення становить 16 осіб.

## Географія
Село Хомине знаходиться на правому березі Оскільського водосховища, вище за течією на відстані 1 км розташоване село Лісна Стінка, за 3 км нижче по течії — колишнє селище Вишневий Сад.

## Історія
- 1675 — дата заснування.
- До 2020 року орган місцевого самоврядування— Лісностінківська сільська рада.
- 19 липня 2020 року, в результаті адміністративно - територіальної реформи та ліквідації колишнього Куп'янського району (1923— 2020), село увійшло до складу новоутвореного Куп'янського району Харківської області[1].

## Населення

### Мова
Розподіл населення за рідною мовою за даними перепису 2001 року:
| Мова       | Кількість | Відсоток |
| ---------- | --------- | -------- |
| українська | 13        | 81.25%   |
| російська  | 3         | 18.75%   |
| Усього     | 16        | 100%     |

## Економіка
- Молочно-товарна ферма.